# Navate più alte del mondo
La navata centrale è il corpo principale della chiesa, lo spazio longitudinale che parte dalla facciata e si conclude nell'abside. Alberga al centro del transetto o più arretrato, verso il fondo, l'altare maggiore.
"Navata", "Nave" (dal latino medievale navis, "nave") è stato probabilmente suggerito dalla forma a chiglia del suo voltaggio.
La navata di una chiesa, se romanica, gotica o in altri stili, si estende dal portale principale di entrata - che può avere un vestibolo separato, il nartece - fino al presbiterio ed è affiancata da navate minori  separate dalla navata principale da colonne o pilastri.

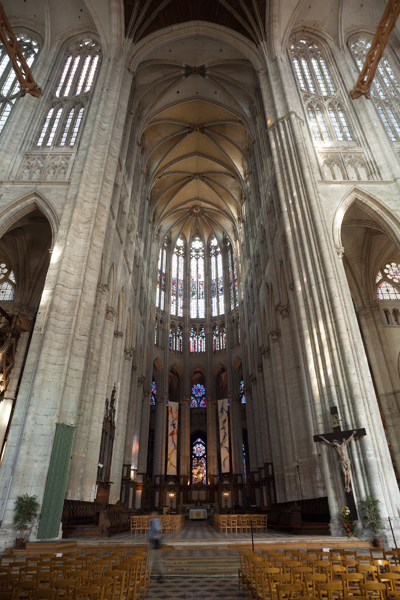
Cattedrale di Beauvais, 48,5 m

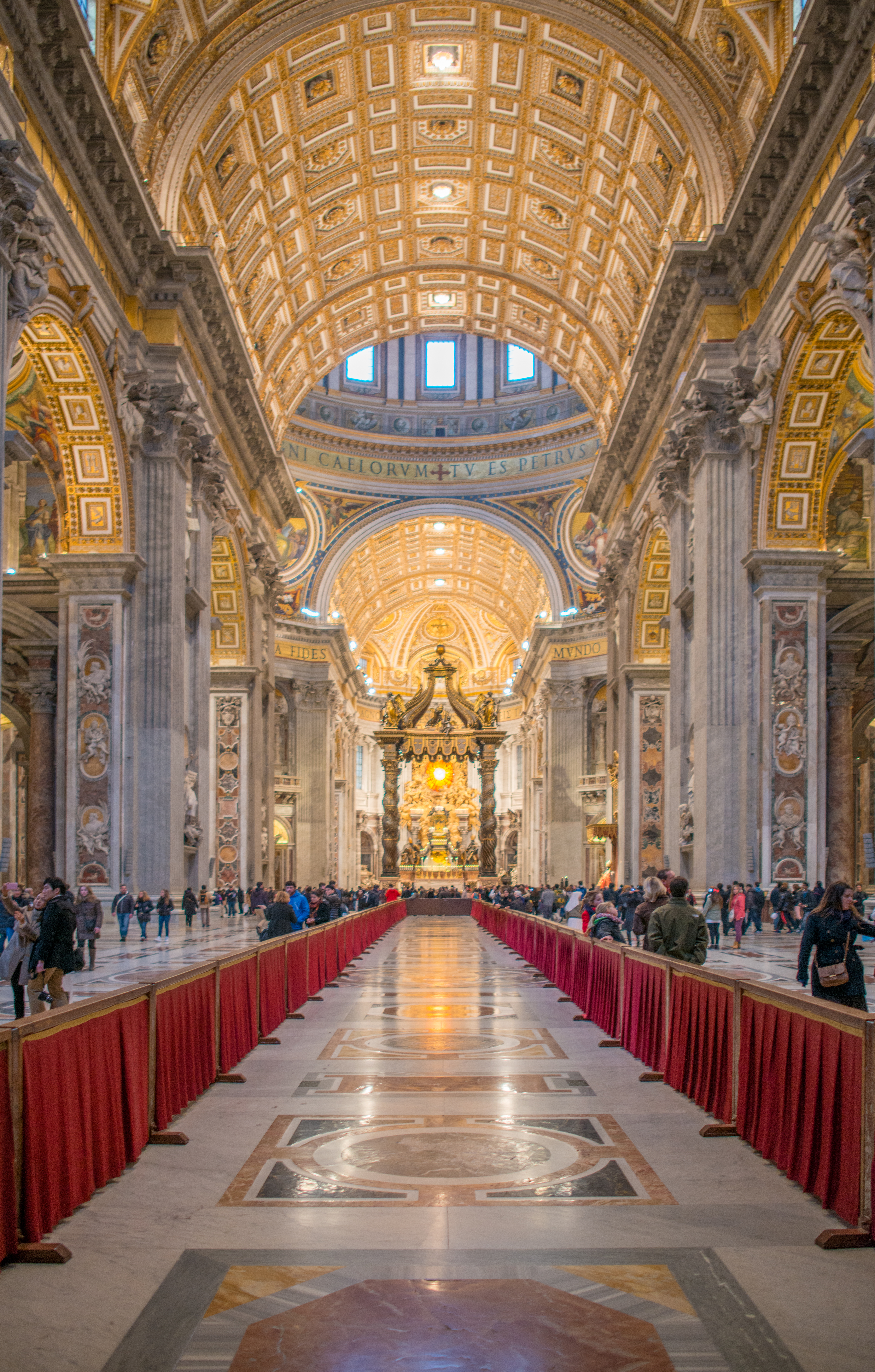
Basilica di San Pietro in Vaticano, 46 m

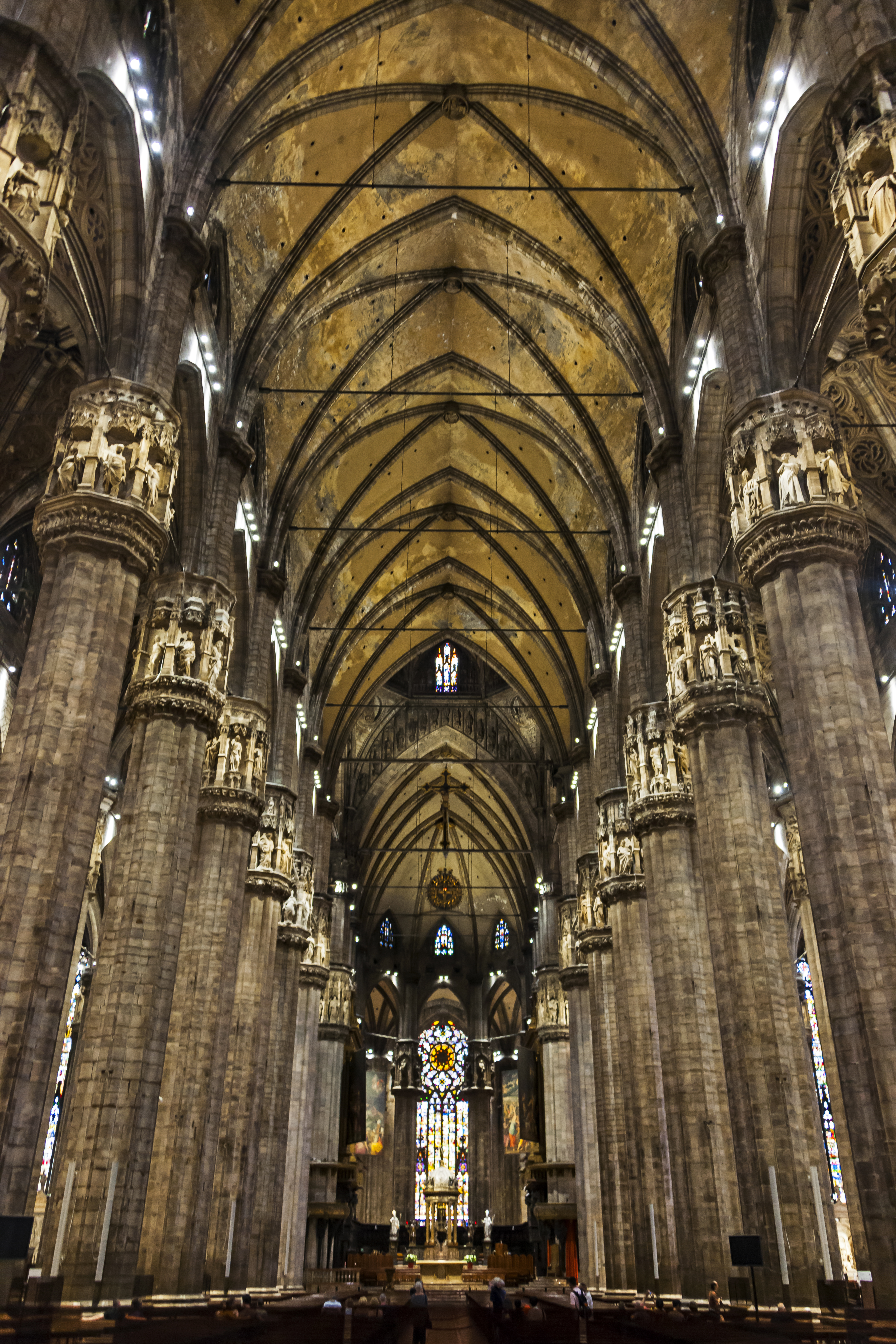
Duomo di Milano, 45 m

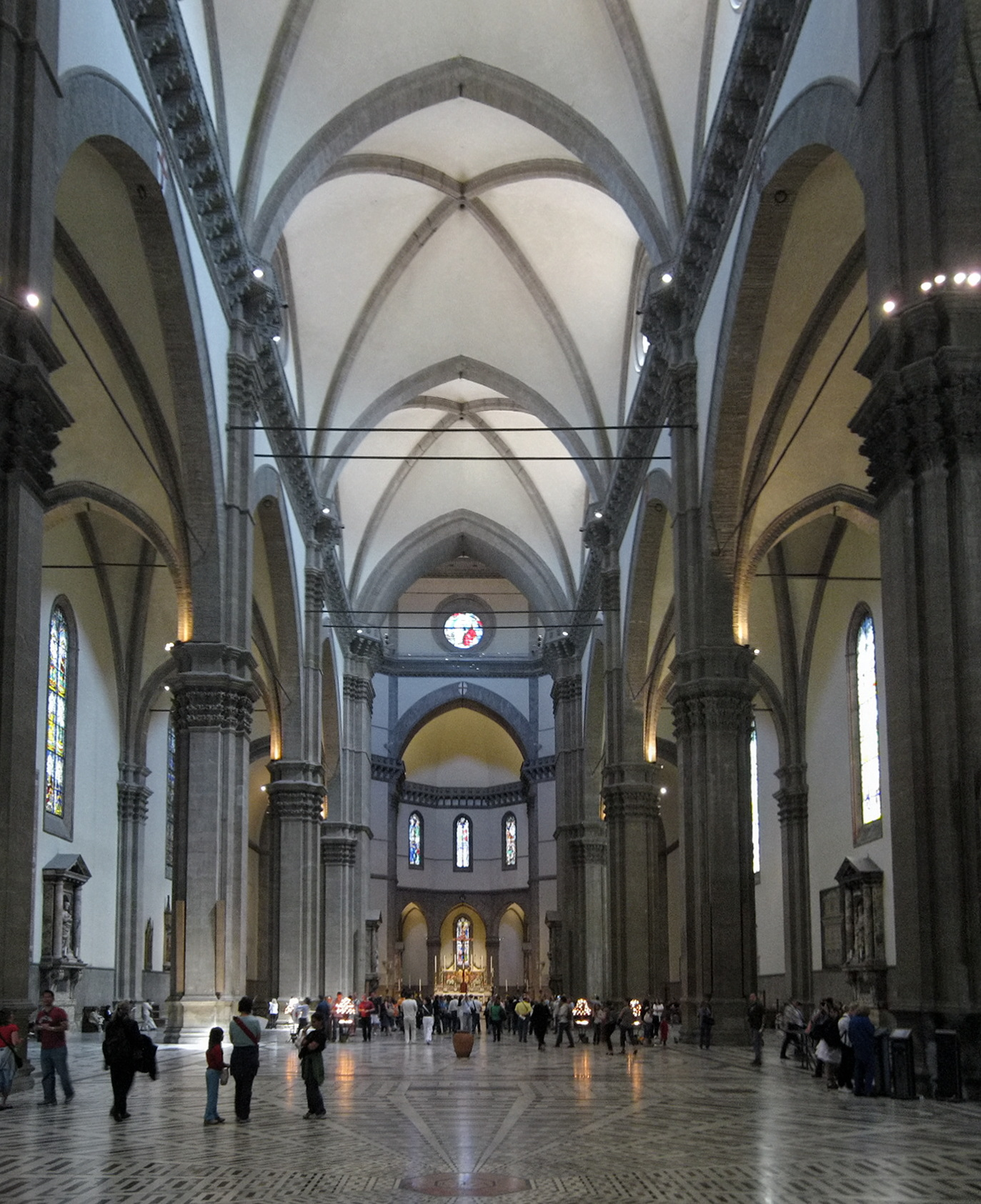
Cattedrale di Santa Maria del Fiore, 45 m

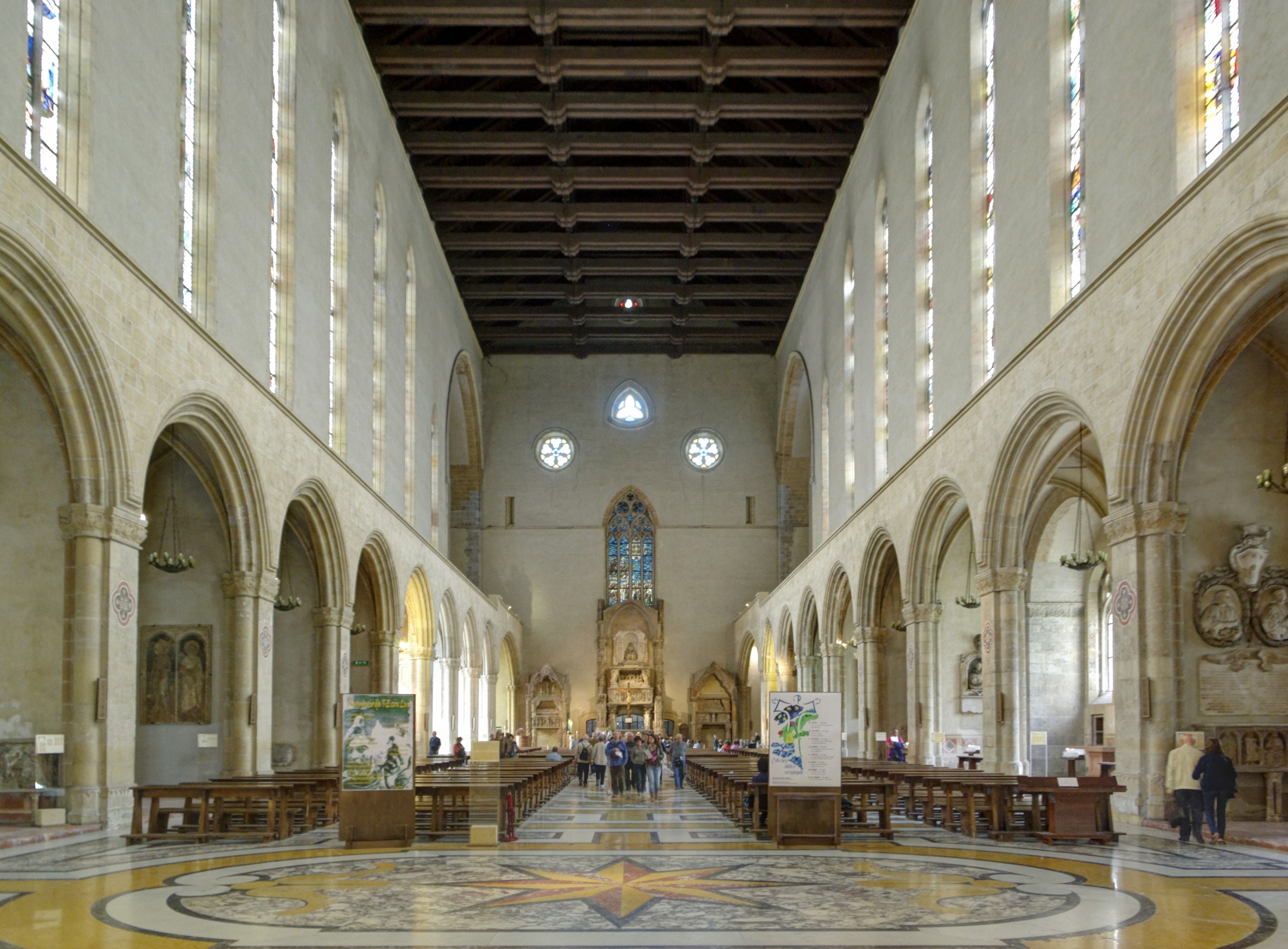
Basilica di Santa Chiara, 45 m

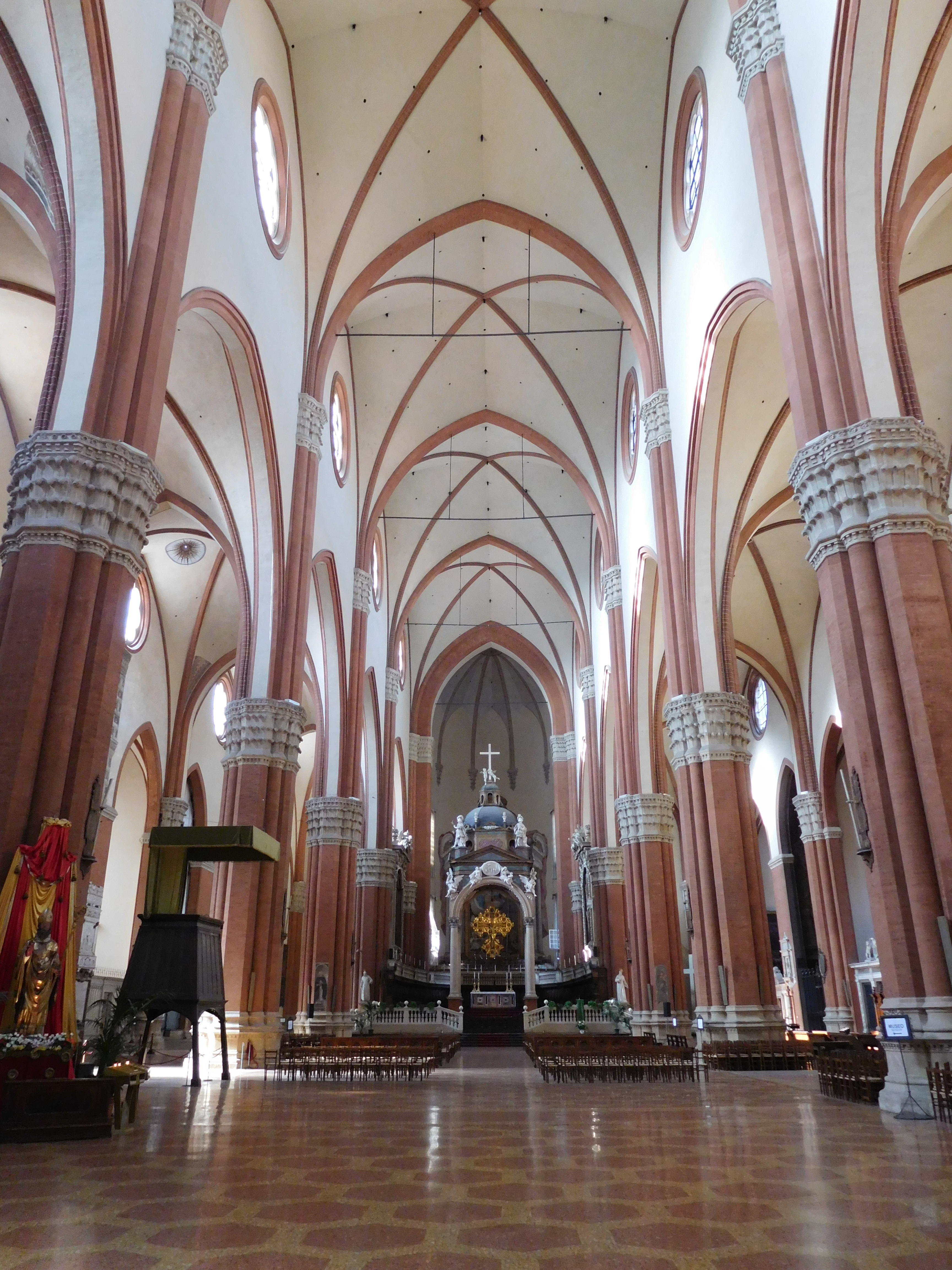
Basilica di San Petronio, 44,27 m

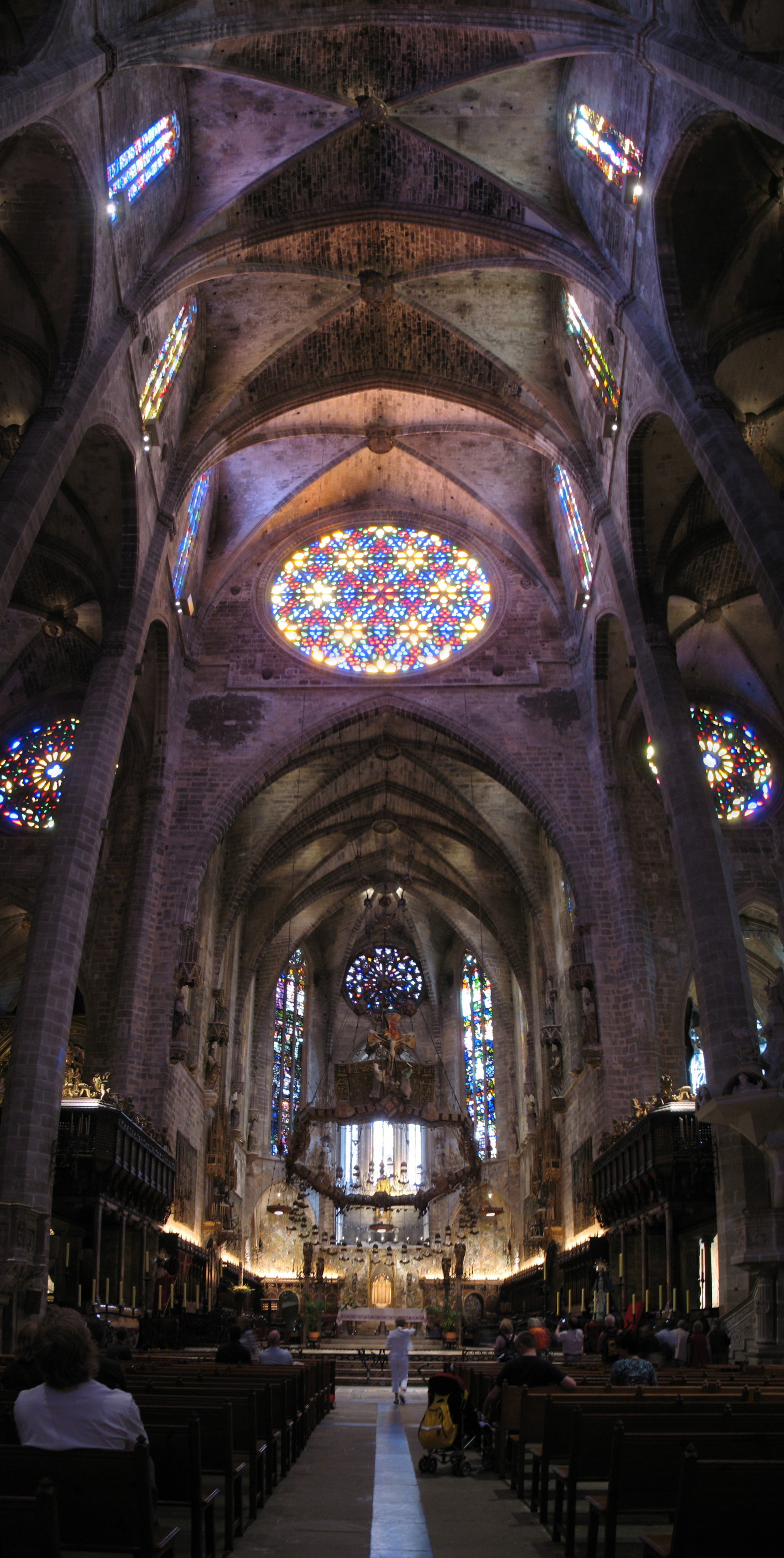
Cattedrale di Palma di Maiorca, La Seu, 44 m

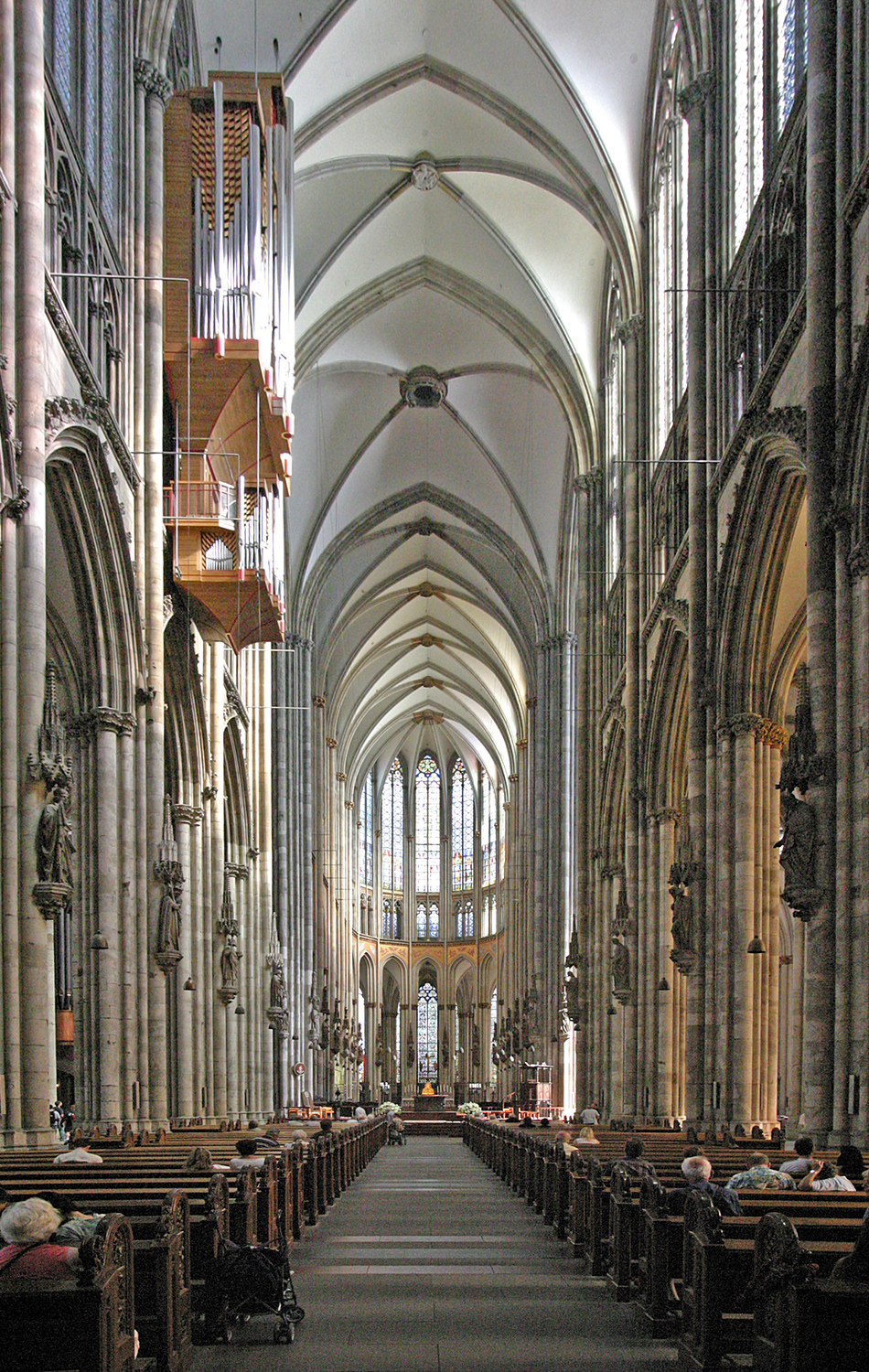
Duomo di Colonia, 43,35 m

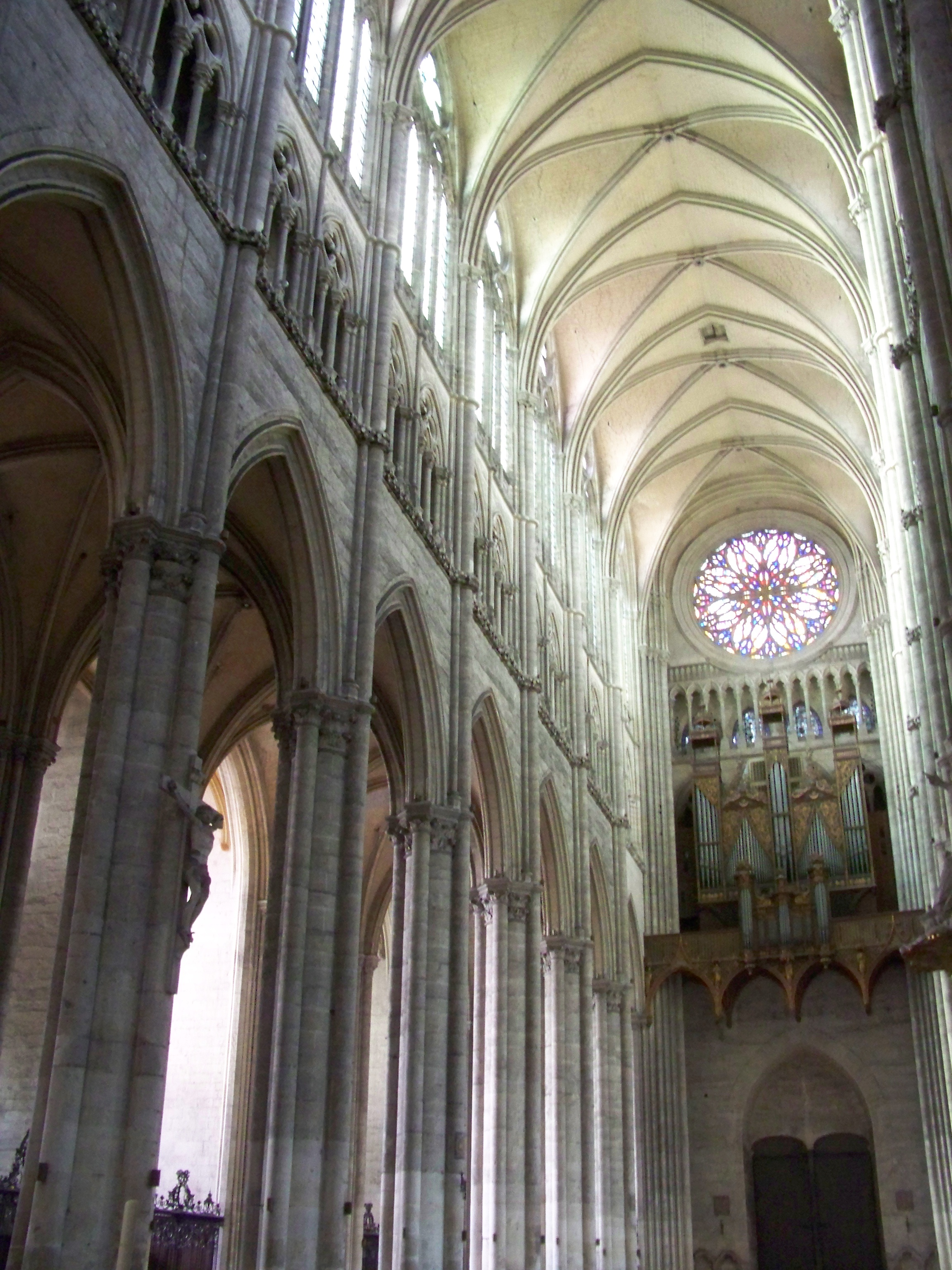
Cattedrale di Amiens, 42,3 m

## Elenco
| #  | Edificio                                     | Altezza navata (m) | Città                 | Paese                 | Note |
| -- | -------------------------------------------- | ------------------ | --------------------- | --------------------- | --- |
| 1  | Cattedrale di Beauvais                       | 48,5               | Beauvais              | Francia               | Il "Partenone del Gotico francese", rimasta incompiuta si compone del coro, Transetto e una campata delle navate del piedicroce. Iniziata nel 1225 venne sospesa la costruzione nel 1605 in seguito al crollo della torre di 153 m eretta nel XVI secolo sulla crociera. |
| 2  | Basilica di San Pietro in Vaticano           | 46                 | Città del Vaticano    | Città del Vaticano    | La chiesa più grande della Cristianità, eretta fra il 1506 e il 1626 dai più grandi artisti del tempo. Pur essendo iniziata in epoca rinascimentale, contiene capolavori dell'arte barocca |
| 3  | Duomo di Milano                              | 45                 | Milano                | Italia                | Risultato di un cantiere durato secoli, fu iniziata in stile Tardo gotico nel 1386 da maestranze lombarde, coll'iniziale contributo anche di costruttori francesi e tedeschi. La costruzione terminò nel 1769 e la selva di guglie che caratterizza la struttura e la facciata sono del XIX secolo. |
| 3  | Cattedrale di Santa Maria del Fiore          | 45                 | Firenze               | Italia                | Edificio in stile Gotico italiano eretto fra il 1296 e il 1436, quando venne completata la cupola del Brunelleschi di 116 m d'altezza, all'epoca record assoluto. La facciata venne aggiunta nel 1887. |
| 3  | Sagrada Família                              | 45                 | Barcellona            | Spagna                | Iniziata nel 1882 e tuttora in costruzione, la gran parte della volta della navata è comunque stata terminata a questa altezza. Le volte della crociera, attualmente in costruzione, e l'abside, dovrebbero raggiungere rispettivamente le altezze di 60 e 75 metri. |
| 3  | Basilica di Santa Chiara                     | 45                 | Napoli                | Italia                | Santa Chiara a Napoli era all'epoca il più grande tempio cristiano di tutta l'Italia, eretta in stile Gotico italiano tra il 1310 e il 1330 fu il pantheon di tutti i sovrani che regnarono su Napoli e sul Regno delle Due Sicilie. Gravemente danneggiata durante la seconda guerra mondiale, i restauri hanno eliminato tutte le aggiunte barocche. La copertura a falde inclinate oggi visibile è sorretta da capriate in calcestruzzo armato, costruite in sostituzione alle originali lignee, andate distrutte. |
| 7  | Basilica di San Petronio                     | 44,27              | Bologna               | Italia                | È un'immensa chiesa eretta in laterizi in stile Gotico italiano fra il 1390 e il 1514, ma rimasta incompiuta per la volontà papale di impedire la costruzione di una chiesa più grande di quella di San Pietro. |
| 8  | Cattedrale di Santa Maria                    | 44                 | Palma di Maiorca      | Spagna                | Costruita in stile gotico a partire dal 1229 e terminata solo nel 1601, presenta i più stretti pilastri del mondo a sorreggere le volte: il loro spessore in rapporto alla larghezza delle volte è di 1/12 (a Reims per esempio è 1/6). |
| 9  | Duomo di Colonia                             | 43,35              | Colonia               | Germania              | Iniziata nel 1248 in stile gotico, nel 1332 il coro era già terminato, ma nel 1560 i lavori arrestati nel 1560, solo lo scheletro principale della struttura del transetto e piedicroce erano eretti. Il cantiere fu ripreso in stile neogotico e terminato nel 1880 con l'erezioni delle due enormi torri gemelle, che con la loro altezza di bel 157,38 le guadagnarono dal 1880-1884 il primato di edificio più alto del mondo.                                                                                    |
| 10 | Chiesa Grande                                | 43                 | Haarlem               | Paesi Bassi           | Costruita in stile gotico secondo la variante brabantina tra il 1445 e il 1465, è la chiesa più alta dei Paesi Bassi, pur possedendo le volte in legno. |
| 11 | Cattedrale di Amiens                         | 42,3               | Amiens                | Francia               | Costruita in uno squisito stile gotico fra il 1220 e il 1288 fu la prima cattedrale ad avere le volte ad una quota tale. È la chiesa più grande di Francia. |
| 12 | Cattedrale di Malaga                         | 41,79              | Malaga                | Spagna                | La più alta cattedrale dell'Andalusia, costruita in uno stile ibrido gotico-rinascimentale a partire dal 1528. |
| 13 | Cattedrale di Metz                           | 41,7               | Metz                  | Francia               | Grandiosa Cattedrale gotica eretta in pietra ocra dal 1220 al 1522, è famosa per aver il più grande ciclo di vetrate istoriate di Francia, i suoi 6.496 m² le hanno meritato l'appellativo di "Lanterne du Bon Dieu". |
| 14 | Cattedrale di Ulma                           | 41,6               | Ulma                  | Germania              | Una delle più belle cattedrali gotiche della Germania, venne eretta a partire dal 1377 per essere poi fermata nel 1547. Ne mancava che il completamento della torre, intrapreso sui disegni originali dal 1844 e al 1890 che la portò all'altezza vertiginosa di 161,53 metri e meritandole il titolo di Edificio in muratura più alto del mondo fra il 1890 e il 1908, superando il record detenuto fin ad allora dal Duomo di Colonia.                                                                              |
| 15 | Cattedrale di Narbona                        | 41                 | Narbona               | Francia               | Si compone del solo coro gotico. |
| 16 | Cattedrale di Siviglia                       | 40                 | Siviglia              | Spagna                | Rappresenta la più vasta chiesa gotica del mondo e la terza dopo San Pietro in Vaticano e San Paolo a Londra. Costruita in stile gotico a partire dal 1433, su edifici Mudéjar precedenti, venne terminata nel suo aspetto globale nel 1507. |
| 16 | Basilica di Nostra Signora di Aparecida      | 40                 | Aparecida (San Paolo) | Brasile               | La moderna chiesa è la più grande d'America e la terza più vasta del mondo. |
| 18 | Chiesa di Santa Maria                        | 38,5               | Lubecca               | Germania              | La chiesa è un capolavoro dell'Architettura gotica in Germania secondo lo stile del Gotico baltico. Inoltre ha la più alta navata in mattoni del mondo. |
| 19 | Cattedrale di Reims                          | 38                 | Reims                 | Francia               | Una delle Cattedrali gotiche francesi più importanti e famose, luogo storico di incoronazione di tutti i sovrani di Francia. Capolavoro assoluto dell'Architettura gotica. |
| 20 | Cattedrale di Saint John the Divine          | 37,7               | New York              | Stati Uniti d'America | Grandioso edificio neogotico iniziato nel 1892 e rimasto incompleto. |
| 21 | Cattedrale di Nantes                         | 37,5               | Nantes                | Francia               | Grande Cattedrale gotica francese iniziata solo nel 1434. |
| 21 | Cattedrale di San Paolo                      | 37,5               | Londra                | Regno Unito           | Eretta a partire dal 1675 in stile barocco secondo l'interpretazione inglese. |
| 21 | Cattedrale dell'Immacolata Concezione        | 37,5               | La Plata              | Argentina             | La più grande chiesa del Paese, eretta in stile neogotico a partire dal 1884. |
| 24 | Cattedrale di Bourges                        | 37,15              | Bourges               | Francia               | Una delle più belle Cattedrali gotiche francesi, dalla grandiosa facciata a ben cinque portali e dalla particolare planimetria senza transetto, possiede anche il Piedicroce più lungo di Francia, di ben 91 metri. |
| 25 | Cattedrale di Chartres                       | 37                 | Chartres              | Francia               | Una delle storiche e più belle Cattedrali gotiche francesi erette secondo lo stile della prima fase del gotico. Ricchissima nella decorazione scultorea e dalle preziose, antichissime, vetrate. |
| 25 | Frauenkirche                                 | 37                 | Monaco di Baviera     | Germania              | Grande Cattedrale Tardo-gotica costruita in mattoni fra il 1468 e 1488, e restaurata dopo i gravissimi danni subiti dalla Seconda guerra mondiale. |
| 25 | Chiesa di San Nicola                         | 37                 | Wismar                | Germania              | Una delle più grandiosi costruzioni del Gotico baltico, eretta fra il 1381 e il 1487. |
| 25 | Basilica di Santa Teresa                     | 37                 | Lisieux               | Francia               | Grande chiesa eretta nel 1929 in uno stile romano-bizantino. |
| 25 | Cattedrale di Cristo Salvatore               | 37                 | Mosca                 | Russia                | La più grande chiesa ortodossa, venne costruita una prima volta nel 1860, poi distrutta dalla Rivoluzione russa venne riedificata fra il 1990 e il 1996. |
| 30 | Cattedrale di Liverpool                      | 36,5               | Liverpool             | Regno Unito           | Eretta in stile neogotico a partire dal 1904. |
| 31 | Cattedrale di Notre-Dame                     | 36                 | Tournai               | Belgio                | La più antica cattedrale del Paese, per metà romanica, Piedicroce, Transetto e torri; e per metà gotica il grandioso coro che raggiunge appunto i 36 metri d'altezza. |
| 32 | Cattedrale nuova di Santa Maria dell'Assedio | 35                 | Salamanca             | Spagna                | Grandioso edificio Tardo gotico iniziato nel 1513 |
| 33 | Cattedrale di Gerona                         | 34                 | Gerona                | Spagna                | Chiesa romanico-gotica eretta a partire dall'XI secolo e completata solo nel XVII secolo. |
| 33 | Chiesa di Saint-Eustache                     | 34                 | Parigi                | Francia               | Grandioso edificio parigino eretto a partire dal 1522 in uno stile misto fra gotico e rinascimentale. |
| 33 | Cattedrale di San Giuliano                   | 34                 | Le Mans               | Francia               | Costruita in stile romanico, resta di questo periodo solo il piedicroce. Transetto e coro vennero rifatti in stile gotico e terminati nel XIV secolo. |
| 33 | Cattedrale di Notre-Dame                     | 33                 | Parigi                | Francia               | Il simbolo assoluto dell'Architettura gotica, monumento d'eccezione costruito a partire dal 1163. |
| 33 | Cattedrale di San Vito                       | 33                 | Praga                 | Repubblica Ceca       | La più alta del Paese. |
| 33 | Duomo di Spira                               | 33                 | Spira                 | Germania              | Una delle più belle cattedrali romaniche d'Europa. Venne eretta a partire dal 1080. |
| 33 | Cattedrale di Segovia                        | 33                 | Segovia               | Spagna                | Cattedrale tardo-gotica iniziata nel 1525. |
| 40 | Cattedrale di Orléans                        | 32                 | Orléans               | Francia               | Costruita in uno stile Tardo gotico a partire dal 1601, venne continuata mantenendo questo stile fino al 1829. |
| 40 | Duomo di Salisburgo                          | 32                 | Salisburgo            | Austria               | La chiesa più grande del Paese, iniziata nel 1598 in stile barocco. |
| 40 | Cattedrale di Notre-Dame                     | 32                 | Strasburgo            | Francia               | Grande cattedrale romanico-gotica costruita fra il 1015 e il 1439, ha un ricco campanile gotico che con i suoi 142 metri rappresenta la torre medievale più alta del mondo. |
| 40 | Cattedrale di Santo Stefano                  | 32                 | Toul                  | Francia               | Costruita in stile gotico fra il 1210 e il 1496, presenta una decoratissima facciata gotico-fiammeggiante. |
| 40 | Chiesa di San Nicolò l'Arena                 | 32                 | Catania               | Italia                | La chiesa più grande in Sicilia, presenta una cupola che supera i 66 metri. La costruzione risale al 1687-1796 ed è rimasta incompiuta nella facciata. |
| 45 | Abbazia di Westminster                       | 31                 | Londra                | Regno Unito           | Abbazia benedettina intitolata a Pietro apostolo. Fondata da San Edoardo il Confessore Re d'Inghilterra nel 1045. Da sempre è la sede delle incoronazioni dei sovrani britannici oltre che loro tomba, e pantheon britannico. È la chiesa gotica più alta d'Inghilterra. |
| 46 | Basilica di San Giovanni in Laterano         | 30                 | Roma                  | Italia                | È l'"Arcibasilica Papale Romana Maggiore del Santissimo Salvatore e dei Santi Giovanni Battista ed Evangelista al Laterano Madre e Capo di tutte le Chiese di Roma e del Mondo". |